# Campionato centramericano maschile di pallacanestro 1989
L'11º Campionato dell'America Centrale e Caraibico Maschile di Pallacanestro FIBA (noto anche come FIBA Centrobasket 1989) si è svolto dal 24 marzo al 31 marzo 1989 a l'Havana a Cuba. Il torneo è stato vinto dalla nazionale portoricana.
I FIBA Centrobasket sono una manifestazione contesa dalle squadre nazionali di Messico, Centro America e Caraibi, organizzata dalla CONCENCABA (Confederazione America Centrale e Caraibi), nell'ambito della FIBA Americas.

## Squadre partecipanti
- Bahamas
- Costa Rica
- Cuba
- El Salvador
- Isole Vergini Americane
- Messico
- Panama
- Porto Rico
- Rep. Dominicana
- Trinidad e Tobago

## Classifica finale
| Pos | Squadra | V-P |
| --- | --- | --- |
|     | Porto Rico | 6-0 |
|     | Panama | 4-2 |
|     | Cuba | 4-2 |
| 4   | Messico | 4-2 |
| 5   | Rep. DominicanaAbreu, Domínguez, Espinal, Gil, Hansen, Madrigal, Martínez, Mercedes, Muñoz, Payano, Pérez, Tapia, All. Leandro de la Cruz | 3-3 |
| 6   | Isole Vergini Americane | 3-3 |
| 7   | Costa Rica | 2-4 |
| 8   | Bahamas | 2-4 |
| 9   | Trinidad e Tobago | 1-4 |
| 10  | El Salvador | 0-5 |